# 園崎未恵
園崎 未恵（そのざき みえ、1973年2月7日 - ）は、日本の声優、女優、歌手。東京都出身。フリーランス（リマックス業務提携）。旧芸名は平仮名表記のそのざきみえ。

## 経歴
声優以外で少女時代に憧れた職業は科学者、SF作家だったという。幼少期から劇場に勤務していた父親とバレエ教室で講師を務める母親の影響もあり、ミュージカルや映画、演劇などの様々な芸能に親しんでいた。
バレエ教室で講師を務める母親の下で、小学校に入学した頃からクラシックバレエを習う。高校（女子校）では演劇部に所属していた。短大卒業後、元々声の仕事にも興味はあったが、芝居がしたかったこともあり、俳協演劇研究所に入所し、手塚敏夫に師事。1994年3月に同所を卒業。舞台の音響関係の仕事に携わりながら映像関係の事務所に1年間所属し、ドラマのエキストラやショーモデルなどを経験。
その後、「表の仕事をやるつもりがあるなら、新しく事務所を立ち上げるからうちに来ない？」と言われて、1996年、TABプロダクションに移籍。声優への道を歩み始める。1997年3月21日より、そのざきみえ名義で声優デビューを果たす。
1999年1月、TABプロダクションを退所。3ヵ月のフリー期間を経て、1999年4月にリマックスに入所。
2002年4月1日より、芸名を漢字表記の園崎未恵に改名。
2008年11月8日、結婚したことを報告。
2013年12月30日、4年半の結婚生活を経て離婚していたことを報告。
2019年3月31日、契約満了に伴いリマックスを退所。4月1日以降はフリーランスとして、一部業務をリマックスに委託し、声優業を継続。

## 人物
声種はアルト - ソプラノ。歌唱可能音域音域はB2 - B5。
特技はクラシックバレエ、口笛。趣味は着物、散歩、喫茶店巡り、温泉探訪。
資格は中型自動車免許、中国政府認定初級茶芸師、温泉ソムリエ、温泉入浴指導員。
好きなものは蛙、金魚など。嫌いなものはトマトなど。座右の銘は「人生、山折り、谷折り」。
吹き替えではエリシャ・カスバートやヘイリー・アトウェル（この2名の吹き替えは特に多く、共にほとんどの作品で担当）、エミリー・ブラント、アン・ハサウェイ、ウィノナ・ライダー、キルスティン・ダンスト、ケリー・ライリー、ブライス・ダラス・ハワードなどを多く担当している。

## 出演
太字はメインキャラクター。

### テレビアニメ
1998年
- LEGEND OF BASARA（新橋、朱理〈幼少時代〉）

1999年
- 下級生（飯島美雪）
- To Heart（女生徒、吉井）
- HUNTER×HUNTER（第1作）（司会者）
- ビックリマン2000（ミニ鳩ポリス）

2000年
- コレクター・ユイ（めぐみ）
- ドキドキ♡伝説 魔法陣グルグル（星の兵隊、女の子）
- へろへろくん（ユラユラ）
- 遊☆戯☆王デュエルモンスターズ（健太）

2001年
- 鋼鉄天使くるみ2式（皇うるか）
- こみっくパーティー（長谷部彩、夢路まゆ、風見鈴香）
- 神鵰侠侶 コンドルヒーロー（小龍女）
- Dr.リンにきいてみて!（桜）
- HAPPY★LESSON（八桜はづき）

2002年
- ガンフロンティア（雪風摩耶、タロ）
- サイボーグ009 THE CYBORG SOLDIER（リナ）
- 真・女神転生Dチルドレン ライト&ダーク（グレモリィ）
- 爆転シュート ベイブレード 2002（クイーン）
- ホイッスル!（西園寺玲）

2003年
- キノの旅 -the Beautiful World-（女性入国審査官）
- こちら葛飾区亀有公園前派出所（エンジェル隊員）
- HAPPY★LESSON ADVANCE（八桜はづき）

2004年
- アークエとガッチンポー（2004年 - 2005年、イエンズ、シロ 他） - 2シリーズ
- GANTZ（玄野計〈幼少時〉、桜丘聖）
- 北へ。〜Diamond Dust Drops〜（ジュン）
- KURAU Phantom Memory（娼婦）
- Get Ride! アムドライバー（ガモ・フレア）
- To Heart 〜Remember my Memories〜（宮内シンディ）
- 爆裂天使（撫子）

2005年
- おねがいマイメロディ（三条春菜）
- こみっくパーティーRevolution（長谷部彩、夢路まゆ）
- シュガシュガルーン（プラートル）
- MÄR-メルヘヴン-（キメラ）

2006年
- ウィッチブレイド（蘇峰玲奈）
- ガラスの艦隊（ミュスカ）
- ゴーストハント（吉見陽子）
- 彩雲国物語（紅薔君）
- 祝!(ハピ☆ラキ)ビックリマン（2006年 - 2007年、聖太子ジェロ）
- xxxHOLiC（青いドレスの女）
- 妖怪人間ベム（日向うらら）
- 吉永さん家のガーゴイル（かや乃、佐々尾）

2007年
- NARUTO -ナルト- 疾風伝（二位ユギト）
- ロミオ×ジュリエット（ランスロットの妻）

2008年
- ゲゲゲの鬼太郎（第5作）（2008年 - 2009年、葵）
- ストライクウィッチーズ（2008年 - 2020年、ゲルトルート・バルクホルン） - 3シリーズ
- 西洋骨董洋菓子店〜アンティーク〜（小野永子）
- Mnemosyne-ムネモシュネの娘たち-（轟陽子）
- 薬師寺涼子の怪奇事件簿（薬師寺絹子）

2009年
- はじめの一歩 New Challenger（板垣母）
- BLEACH 斬魄刀異聞篇（袖白雪）
- 毎日かあさん（2009年 - 2012年、ぶんじ〈鴨原文治〉）
- RIDEBACK -ライドバック-（尾形遊紀）

2010年
- ハートキャッチプリキュア!（中野みつる）
- バトルスピリッツ 少年激覇ダン（涼子）

2011年
- バトルスピリッツ 覇王（2011年 - 2012年、陽昇アカリ）
- メタルファイト ベイブレード 4D（竜斗）

2012年
- 機動戦士ガンダムAGE（ドレーネ・イゼルカント、タク）
- キングダム（2012年 - 2022年、楊端和） - 3シリーズ
- BRAVE10（灰桜）

2013年
- アイカツ!（ミミ）
- たまごっち! ゆめキラドリーム（ナットっち）
- 探検ドリランド -1000年の真宝-（水面桜ヨシノ）
- NARUTO -ナルト- 疾風伝（二位ユギト、穆王）
- 八犬伝―東方八犬異聞―（章彦の母）
- ビビッドレッド・オペレーション（カラス）
- 遊☆戯☆王ZEXAL II（羽原海美）

2014年
- 四月は君の嘘（瀬戸紘子）
- マンガ家さんとアシスタントさんと（みはりの母）
- 遊☆戯☆王ARC-V（2014年 - 2017年、紫雲院素良）
- ONE PIECE（2014年 - 2019年、ヴィオラ / ヴァイオレット）

2015年
- すべてがFになる THE PERFECT INSIDER（真賀田美千代）
- ハイキュー!! セカンドシーズン（谷地円）
- ONE PIECE エピソードオブサボ 〜3兄弟の絆 奇跡の再会と受け継がれる意志〜（ヴィオラ / ヴァイオレット）

2016年
- キズナイーバー（漆原睦）
- 境界のRINNE（ヤヨイ）
- ナンバカ（監督）
- ブブキ・ブランキ 星の巨人（ラクシミ）
- WWW.WORKING!!（宮越葉子）

2017年
- 夏目友人帳 シリーズ（2017年 - 2024年、箱崎紅子） - 2シリーズ
- コンビニカレシ（真四季凜）
- プリンセス・プリンシパル（ゼルダ）
- 血界戦線 & BEYOND（レイチェル・ワーシントン）
- Just Because!（瑛太の母）

2018年
- Cutie Honey Universe（ブラッククロー）
- 銀河英雄伝説 Die Neue These 邂逅（ドミニク・サン・ピエール）
- ハイスクールD×D HERO（レイヴェルの母）
- 僕のヒーローアカデミア（2018年 - 2024年、七代目・志村菜奈） - 4シリーズ
- 重神機パンドーラ（サラ）
- つくもがみ貸します（おたつ）
- 抱かれたい男1位に脅されています。（白石佳乃子）

2019年
- けだまのゴンじろー（2019年 - 2020年、マコト母）
- ストライクウィッチーズ 501部隊発進しますっ!（2019年 - 2021年、ゲルトルート・バルクホルン） - 2シリーズ
- スター☆トゥインクルプリキュア（2019年 - 2020年、ダークネスト / へびつかい座のスタープリンセス）
- Fairy gone フェアリーゴーン（ネイン・アウラー） - 2シリーズ
- フルーツバスケット（2019年 - 2020年、叔母） - 2シリーズ
- ポチっと発明 ピカちんキット（チャーリー）
- 女子高生の無駄づかい（マジメの母）

2020年
- アサティール 未来の昔ばなし（2020年 - 2025年、ママ） - 2シリーズ
- アルテ（アルテ母）
- デジモンアドベンチャー:（2020年 - 2021年、太一の母、テイルモン）
- 乙女ゲームの破滅フラグしかない悪役令嬢に転生してしまった…（シリウス母 / ラファエル母）
- GREAT PRETENDER（ポーラ・ディキンス / シンシア・ムーア）
- ぐらぶるっ!（ナレーション）
- 憂国のモリアーティ（2020年 - 2021年、ヴィクトリア女王） - 2シリーズ

2021年
- ワールドトリガー（ウェン・ソー）
- SK∞ エスケーエイト（馳河菜々子）
- 白い砂のアクアトープ（宮沢絵里）
- NIGHT HEAD 2041（黒木祐子）
- EDENS ZERO（紅婦人）
- ピーチボーイリバーサイド（未亡人）
- Sonny Boy（会長、瑞穂の母）
- ルパン三世 PART6（ハドソン）

2022年
- アオアシ（青井紀子）
- もっと!まじめにふまじめ かいけつゾロリ（社長）
- 史上最強の大魔王、村人Aに転生する（オリヴィア・ヴェル・ヴァイン）
- ラブオールプレー（東山春香）
- デジモンゴーストゲーム（リリスモン）

2023年
- The Legend of Heroes 閃の軌跡 Northern War（ジェイナ・ストーム）
- とんでもスキルで異世界放浪メシ（ミカエラ）
- HIGH CARD（2023年 - 2024年、ブランディ・ブルーメンタール） - 2シリーズ
- 名探偵コナン（中野史緒）
- THE MARGINAL SERVICE（マリア）
- 逃走中 グレートミッション（2023年 - 2024年、ジョイス オハラ、ストロベリー）
- AIの遺電子（勅使河原唄子）
- アンダーニンジャ（佐々魔〈女〉）
- ブルバスター（日向京子）
- 明治撃剣-1874-（中澤琴）

2024年
- ポケットモンスター（マーニャ）
- Unnamed Memory（2024年 - 2025年、沈黙の魔女 / ラヴィニア） - 2シリーズ
- となりの妖怪さん（大石雪子）
- おじゃる丸（2024年 - 、タナカヨシコ〈2代目〉）
- NieR:Automata Ver1.1a（レジスタンス）
- 狼と香辛料 MERCHANT MEETS THE WISE WOLF（ケンプ）
- 義妹生活（工藤英葉）
- 村井の恋（校長先生）
- 科学×冒険サバイバル!（マキナ）

2025年
- 妃教育から逃げたい私（リリー、デイルの息子〈長男〉）
- パズドラ（カミサン、サファリット）
- Übel Blatt〜ユーベルブラット〜（グーリェ）
- 九龍ジェネリックロマンス（楊麗）
- ウマ娘 シンデレラグレイ（委員長）
- アン・シャーリー（ラヴェンダー・ルイス）
- 雨と君と（道子）
- ガチアクタ（セミュ）
- 最強王図鑑 〜the ultimate tournament〜（TT）

### 劇場アニメ
2000年代
- A・LI・CE（2000年）
- 爆転シュート ベイブレード THE MOVIE 激闘!!タカオVS大地（2002年、ニュースキャスター）

2010年代
- 劇場版 NARUTO -ナルト- ブラッド・プリズン（2011年、竜舌）
- 手塚治虫のブッダ -赤い砂漠よ!美しく-（2011年）
- アシュラ（2012年）
- ストライクウィッチーズ 劇場版（2012年、ゲルトルート・バルクホルン）
- 聖☆おにいさん（2013年、良太ママ）
- BAYONETTA BLOODYFATE（2013年、ジャンヌ）
- 宇宙戦艦ヤマト2199 星巡る方舟（2014年、ネレディア・リッケ）
- サイボーグ009VSデビルマン（2015年、リリス）
- ストライクウィッチーズ 劇場版 501部隊発進しますっ!（2019年、ゲルトルート・バルクホルン）

2020年代
- 宇宙戦艦ヤマト2205 新たなる旅立ち（2021年、バルナ・スケルジ）
- 劇場版 少女☆歌劇 レヴュースタァライト（2021年、マキ）
- 映画おしりたんてい シリアーティ（2022年、オードリー）
- THE FIRST SLAM DUNK（2022年、宮城カオル）
- 映画ドラえもん のび太と空の理想郷（2023年、サイ）
- 窓ぎわのトットちゃん（2023年、赤松小学校の先生）
- 僕のヒーローアカデミア THE MOVIE ユアネクスト（2024年、七代目・志村菜奈）

### OVA
1990年代
- 竜機伝承（1997年、バブ）
- 下級生（エルフ版）（1998年、飯島美雪）
- クイーン・エメラルダス（1998年、アルフレス女衛兵<第1巻>、子猫<第2巻>）
- YU-NO（1998年、武田絵里子）
- レスキューQ太のかつやく（1998年、ナレーション）

2000年代
- リフレインブルー（2000年、謎の少女、深景）
- HAPPY★LESSON（2001年、八桜はづき）
- こみっくパーティーRevolution（2003年、長谷部彩）
- 天罰エンジェルラビィ☆（2004年、アルテ＝セーマ）
- NARUTO -ナルト- 滝隠れの死闘 オレが英雄だってばよ!（2004年、ヒマツ）
- HAPPY★LESSON THE FINAL（2004年、八桜はづき）
- グローランサーIV（2005年、ディアーナ・シルヴァネール）
- 学校の怪談（2005年、口裂け女）
- ストラトス・フォー アドヴァンス 完結編（2006年、中村彩雲〈代役〉）
- サクラ大戦 ニューヨーク・紐育（2007年、九条昴）
- ストリートファイターIV〜新たなる絆〜（2008年、C.ヴァイパー〈マヤ〉）
- 異世界の聖機師物語（2009年、ユキネ・メア）

2010年代
- スーパーストリートファイターIV（C.ヴァイパー）※Xbox 360版限定特典アニメ
- SUPERNATURAL: THE ANIMATION（2011年、ジェシカ・ムーア）
- 聖☆おにいさん（2012年、大輔ママ）
- ストライクウィッチーズ Operation Victory Arrow vol.1 サン・トロンの雷鳴（2014年、ゲルトルート・バルクホルン）

### Webアニメ
- 幕末機関説 いろはにほへと（2006年、琴波）
- KY系JCクウキちゃん（2013年、油菜モサ子）
- ポケモンマスターズ トレーナー大集結スペシャルアニメーション（2019年、シロナ[57]）
- Pokémon Evolutions（2021年、ルザミーネ）
- テイコウペンギン（2021年7月2日、アルル）
- 伊藤潤二『マニアック』（2023年、内田美津[58]）
- Fate/Grand Order 藤丸立香はわからない Season2（2024年、千利休）
- ムーンライズ（2025年、ドクター・サラマンドラ[59]）

### ゲーム
1997年
- あすか120%リミテッド BURNING Fest.（女生徒A）
- 竜機伝承プラス（バブレート・ジェシル）
- 下級生（飯島美雪）
- 初恋ばれんたいん（毛利麻美）
- パンツァーバンディット（センカ）

1998年
- 白薔薇のなまえ 〜ハイパー・ジュエリー・スピリッツ〜（道原奈緒）
- ツインズストーリー きみにつたえたくて…（中村慎之介）
- 初恋ばれんたいんSPECIAL（毛利麻美）
- 放課後恋愛クラブ（美咲椎那）
- 恋愛候補生 STARLIGHT SCRAMBLE（池上才子）
- LUCIFERD

1999年
- To Heart（シンディ宮内、吉井ゆかり）
- TERRORS（水谷真理子）
- 無人島物語RR（早川千沙都）

2000年
- Our Graduation 〜麻雀でポン　花札でコイ〜（林愛子）
- Sorcerous Stabber ORPHEN 魔術士オーフェン（マー）
- リモート・プレゼンス　-Remote Presence-（モニカ・シモンズ）

2001年
- こみっくパーティー（長谷部彩、夢路まゆ、風見鈴香）
- シャドウハーツ（マルガリータ・G・ツェル）
- HAPPY★LESSON（八桜はづき）

2002年
- AS〜エンジェリックセレナーデ（アルテ＝セーマ、堕天使ルーシア）

2003年
- グローランサーIV（ディアーナ・シルヴァネール）
- ファンタスティックフォーチュン2（日野平葵）
- ぷよぷよ シリーズ（2003年 - 2020年、アルル / ダークアルル、クルーク / あやしいクルーク、こづれフランケン〈子〉） - 9作品

2004年
- シャドウハーツII（ベロニカ・ベラ）
- ステラデウス（エキドナ）
- F 〜ファナティック〜（ミリア・フィオリーゼ）

2005年
- サクラ大戦V 〜さらば愛しき人よ〜（九条昴）
- シャドウハーツ・フロム・ザ・ニューワールド（レディ、エドナ）
- 月は切り裂く 〜探偵 相楽恭一郎〜（美也）
- テイルズ オブ レジェンディア（ステラ・テルメス）
- ファンタスティックフォーチュン2☆☆☆（日野平葵）

2006年
- ファイナルファンタジーXII（アーシェ・バナルガン・ダルマスカ）

2007年
- アサシン クリード（ルーシー・スティルマン）
- Another Century's Episode 3 THE FINAL（フェイ・ロシュナンテ）
- エルヴァンディア・ストーリー（シャルル、ジェシカ）
- トラスティベル 〜ショパンの夢〜（クラベス）
- Heavenly Sword 〜ヘブンリーソード〜（カイ）
- まほろばStories（トッコ）
- ルミナスアーク（サキ）

2008年
- シュミッドディーヴァ（クリスティアナ）
- ストリートファイターIV（クリムゾン・ヴァイパー）
- バイオショック（ブリジット・テネンバウム）
- ドラマチックダンジョン サクラ大戦 〜君あるがため〜（九条昴）

2009年
- アークライズファンタジア（サキ）
- アサシン クリード II（ルーシー・スティルマン）
- ストライクウィッチーズ -あなたとできること A Little Peaceful Days-（ゲルトルート・バルクホルン）
- ファイナルファンタジーXIII（ジル・ナバート、オーファン〈第一形態 / 女声〉）
- FRAGILE 〜さよなら月の廃墟〜（クロウ、そたい）
- 龍が如く3（ニューセレナのママ）

2010年
- アサシン クリード ブラザーフッド（ルーシー・スティルマン）
- スーパーストリートファイターIV（クリムゾン・ヴァイパー）
- ストライクウィッチーズ -蒼空の電撃戦 新隊長 奮闘する!-（ゲルトルート・バルクホルン）
- ストライクウィッチーズ 白銀の翼（ゲルトルート・バルクホルン）
- ストライクウィッチーズ2 いやす・なおす・ぷにぷにする（ゲルトルート・バルクホルン）
- 東京鬼祓師 鴉乃杜學園奇譚（佐波守紅緒）
- NINETY-NINE NIGHTS II（ザジ）

2011年
- アサシン クリード リベレーション（ユン・シャオ）
- エースコンバット アサルト・ホライゾン（ジャニス・リール）
- SDガンダム GGENERATION（2011年 - 2020年、アプロディア・ニューロ / アービィ、マイキャラクターボイス女性19〈CROSSRAYS〉） - 4作品
- スライ・クーパー コレクション（カルマリータ・モントーヤ・フォックス）
- テイルズ オブ エクシリア（カーラ・アウトウェイ）
- デウスエクス(2011; 原題：デウスエクス: ヒューマン・レボリューション)（ミーガン・リード)
- とある科学の超電磁砲（一澤暁子）
- ドラゴンボールヒーローズ（2011年 - 2019年、女サイヤ人アバター〈エリートタイプ〉） - 6作品
- 謎惑館 〜音の間に間に〜（先生）
- ファイナルファンタジーXIII-2（ジル・ナバート / DLC・コロシアムバトル）
- MARVEL VS. CAPCOM 3 Fate of Two Worlds（クリムゾン・ヴァイパー）

2012年
- スーパーロボット大戦OGサーガ 魔装機神 THE LORD OF ELEMENTAL（シモーヌ・キュリアン）
- スーパーロボット大戦OGサーガ 魔装機神II REVELATION OF EVIL GOD（シモーヌ・キュリアン）
- デビルサマナー ソウルハッカーズ（パラダイムXカウンター）
- 龍が如く5 夢、叶えし者（ニューセレナ・ママ）

2013年
- Gears of War: Judgment（ソフィア・ヘンドリック）
- 鬼武者Soul（C.ヴァイパー）
- 真・女神転生IV（ノゾミ）
- スーパーロボット大戦OGサーガ 魔装機神III PRIDE OF JUSTICE（シモーヌ・キュリアン）
- スライ・クーパー コレクション（カルマリータ・モントーヤ・フォックス）
- NARUTO -ナルト- 疾風伝 ナルティメットストーム3（二位ユギト）
- ぷよぷよ!!クエスト（2013年 - 2023年、アルル / ダークアルル、クルーク / あやしいクルーク、ドッペルゲンガーアルル、こづれフランケン〈子〉、シズナギ）
- プレイステーション オールスター・バトルロイヤル（カルマリータ・モントーヤ・フォックス）

2014年
- ウルトラストリートファイターIV（クリムゾン・ヴァイパー）
- カデンツァ フェルマータ アコルト：フォルテシモ（ユリア＝クロノシュネーヴァイシェン）
- 神撃のバハムート（ミレディー）
- スーパーロボット大戦OGサーガ 魔装機神F COFFIN OF THE END（シモーヌ・キュリアン）
- NARUTO -ナルト- 疾風伝 ナルティメットストームレボリューション（二位ユギト）
- ベヨネッタ（ジャンヌ） - Wii U版
- ベヨネッタ2（ジャンヌ、子供）
- ONE PIECE 超グランドバトル! X（ヴァイオレット）

2015年
- ファークライ4（アミータ）

2016年
- NARUTO -ナルト- 疾風伝 ナルティメットストーム4（二位ユギト）
- 真・女神転生IV FINAL（ノゾミ）
- ストリートファイターV（クリムゾン・ヴァイパー）
- League of Legends（カシオペア、ルブラン）
- 誰ガ為のアルケミスト（ルクレティア）
- 龍が如く6 命の詩。（セレナママ、ぷよぷよ）

2017年
- フォーオナー（ピースキーパー）
- GOD WARS 〜時をこえて〜（アマテラス）
- ファイナルファンタジーXII ザ ゾディアック エイジ（アーシェ）
- クイズRPG 魔法使いと黒猫のウィズ（ロギア・ティラ）
- 真・女神転生 DEEP STRANGE JOURNEY（イシュタル、アシェラト）
- オーバーウォッチ（モイラ）
- グランブルーファンタジー（2017年 - 2024年、イルザ、竜宮民） - 3作品

2018年
- ミラーズクロッシング（ルディア）
- 聖剣伝説2 SECRET of MANA（ファウナッハ）
- 共闘ことばRPG コトダマン（2018年 - 2019年、カガミカエル、マダラキエル、アルル、あやしいクルーク）
- サガ スカーレット グレイス 緋色の野望（カメリア）
- JUDGE EYES:死神の遺言（ぷよぷよ）
- ブラウンダスト（フォクシー）
- デスティニーチャイルド（オハド）

2019年
- D×2 真・女神転生 リベレーション（ジャンヌ）
- スーパードラゴンボールヒーローズ ワールドミッション（サイヤ人〈おんな〉エリートタイプ）
- ポケモンマスターズ / EX（2019年 - 2025 年、シロナ）
- BUSTAFELLOWS（ヴァレリー）
- アークナイツ（エフイーター）

2020年
- DAIROKU: AYAKASHIMORI（玉藻）
- ロストアーク（アヴレシュド）
- ワールドウィッチーズ UNITED FRONT（ゲルトルート・バルクホルン）
- ワールドフリッパー（ゼルマ）
- サイバーパンク2077（オルト・カニンガム）

2021年
- 咲う アルスノトリア（エドワード・ハンプルトン）
- 二ノ国：Cross Worlds（レイラ）
- Epic Seven-エピックセブン-（ゴッドマザー）
- Far Cry 6（クララ・ガルシア）
- The Good Life（ナオミ・ヘイワード、エリザベス・ディケンズ、ポーレン・アトウッド）

2022年
- 遊戯王 デュエルリンクス（紫雲院素良）
- Relayer（サン、アフロディーテ）
- セガNET麻雀 MJ（アルル）
- 英傑大戦（楊端和）
- レゴ スター・ウォーズ：スカイウォーカー・サーガ
- WAR OF THE VISIONS ファイナルファンタジー ブレイブエクスヴィアス 幻影戦争（シェルース）
- 聖剣伝説 ECHOES of MANA（ファウナッハ）
- Fate/Grand Order（2022年 - 2023年、千利休 / 駒姫）
- ベヨネッタ3（ジャンヌ）
- タクティクスオウガ リボーン（オズマ・モー・グラシャス）

2023年
- FORSPOKEN（タンタ・オーラス）
- ラストクラウディア（ジャンヌ）
- ベヨネッタ オリジンズ: セレッサと迷子の悪魔（ジャンヌ）
- アーマード・コアVI ファイアーズオブルビコン（オペレーター）
- モンスターストライク（楊端和）
- ドラゴンクエストモンスターズ3 魔族の王子とエルフの旅（ミオレ）
- ニューラルクラウド（チューリング）
- アルケランド（エリカ、マーガレット）
- 英雄伝説 閃の軌跡：Northern War（ジェイナ・ストーム）

2024年
- ドラゴンズドグマ2（ディーサ）
- 百英雄伝（フリーダ、ナルンガード）
- 無期迷途（パール夫人）
- Rise of the Ronin（村山たか）
- レゾナンス:無限号列車（カタス）

2025年
- リバース:1999（コンスタンティン〈2代目〉）
- セラフィム・スパイラル-少年の檻- リマスター：ボイスプラス（饗庭巴）

### ドラマCD
1990年代
- エルフ版 下級生 Radio Avenue（1998年、飯島美雪）

2000年代
- HAPPY★LESSON（2001年、八桜はづき）
- コールド・ゲヘナ（2001年、フロスティ・フェイ）
- Fantastic Fortune 2〜Marine Style〜 / 〜Aoi Romance〜 / 〜Aqua Balance〜（2003年 - 2004年、日野平葵）
- AS〜エンジェリックセレナーデ（2004年、アルテ＝セーマ）
- 英国妖異譚3/囚われの一角獣（2005年、サラ）
- 王子様のつくりかた デジタルコミック（2006年、謝名堂純）
- Eternal Legend〜継承の系譜〜 上巻・中巻・下巻（2007年 - 2008年、ローラ）
- マーベラス・ツインズ（2008年、小魚児・花無缺の子供時代）
- イースVIIプロローグ ドラマCD 〜綴られざる冒険譚〜（2009年、ニース、Ys SEVEN初回限定版付録）

2010年代
- ヨルムンガンド（2011年、ヨナ）
- 超訳百人一首 うた恋い。（2011年、式子）
- ドラマCD「ぷよぷよ」Vol.1 - 5（2012年 - 2015年、アルル、クルーク / あやしいクルーク、ナレーション）
- ストライクウィッチーズ Operation Victory Arrow vol.1 サン・トロンの雷鳴 Amazon.co.jp限定版特典 後日談ドラマCD「プライベート・サン・トロン」（2014年、ゲルトルート・バルクホルン）

### 吹き替え

#### 担当女優
アン・ハサウェイ
- アルマゲドン・タイム ある日々の肖像（エスター・グラフ）
- インターステラー（アメリア・ブランド）
- WeCrashed 〜スタートアップ狂騒曲〜（レベッカ・ニューマン）
- ジェイン・オースティン 秘められた恋（ジェイン・オースティン）
- セサミストリート エルモのおうちで遊ぼう（本人）
- ダークナイト ライジング（セリーナ・カイル / キャットウーマン）
- マイ・インターン（ジュールズ・オスティン）
- 魔法にかけられたエラ 魔法の国のプリンセス（エラ）※Netflix版

エヴァン・レイチェル・ウッド
- アクロス・ザ・ユニバース（ルーシー）
- シモーヌ（レイニー・クリスチャン）
- ハサミを持って突っ走る（ナタリー・フィンチ）

エミリー・ブラント
- オッペンハイマー（キティ・オッペンハイマー）
- ガール・オン・ザ・トレイン（レイチェル・ワトソン）
- クワイエット・プレイス（イヴリン・アボット）
  - クワイエット・プレイス 破られた沈黙

- 砂漠でサーモン・フィッシング（ハリエット・チェトウォド＝タルボット）
- フォールガイ（ジョディ・モレノ）
- ブルー きみは大丈夫（ユニ）
- ペイン・ハスラーズ（ライザ・ドレイク）

エリシャ・カスバート
- エリシャ・カスバートのラブゲーム（ケイトリン）
- ガール・ネクスト・ドア（ダニエル）
- キャプティビティ（ジェニファー）
- こどもおもしろメカニック（エリシア）
- 24 -TWENTY FOUR- シーズン1-3、5、7（キンバリー・バウアー）
- 24GUNS/戦慄のプロローグ（フランシス）
- 24GUNS/謀略のエピローグ（フランシス）
- dot. ドット（ニーナ・ディア）
- 蝋人形の館（カーリー・ジョーンズ）

キーラ・ナイトレイ
- ジャケット（ジャッキー・プライス）
- モーガン夫人の秘密（レイチェル・モーガン）
- レジェンド・オブ・アロー（グウィン）※ソフト版

キルスティン・ダンスト
- エリザベスタウン（クレア・コルバーン）
- ガールズ・ルール!100%おんなのこ主義（ヴェリーナ）
- ギリシャに消えた嘘（コレット・マクファーランド）
- The Beguiled/ビガイルド 欲望のめざめ（エドウィナ・ダブニー）
- シビル・ウォー アメリカ最後の日（リー・スミス）
- ドリーム（ヴィヴィアン・ミッチェル）
- バチェロレッテ あの子が結婚するなんて!（レーガン・クロフォード）
- マリー・アントワネット（マリー・アントワネット）

クリスティン・ベル
- はちゃめちゃウェディング 〜世界一の迷惑家族〜（アリス）
- バッド・ママ（キキ）
- バッド・ママのクリスマス（キキ）
- パパと娘のハネムーン（レイチェル）

ケリー・ライリー
- ある神父の希望と絶望の7日間（フィオナ）
- シャーロック・ホームズ（メアリー・モースタン）※劇場公開版
  - シャーロック・ホームズ シャドウ ゲーム（メアリー・モースタン・ワトスン）

- スパニッシュ・アパートメント（ウェンディ）
- 天国は、ほんとうにある（ソーニャ・バーポ）
- ヘンダーソン夫人の贈り物（モーリーン）
- 名探偵ポアロ:ベネチアの亡霊（ロウィーナ・ドレイク）

コン・ヒョジン
- ありがとうございます（イ・ヨンシン）
- エターナル（スジン）
- 家族の誕生（ユ・ソンギョン）
- サプライズ（インジュ）
- 天軍（キム・スヨン）
- 品行ゼロ（チャン・ナヨン）

サラ・ミシェル・ゲラー
- スクービー・ドゥー（ダフネ）
- スクービー・ドゥー2 モンスターパニック（ダフネ）
- ベロニカは死ぬことにした（ベロニカ）

シエナ・ミラー
- 思い出で綴る物語（エイドリアン）
- G.I.ジョー（バロネス）
- スターダスト（ヴィクトリア・フォレスター）
- 二ツ星の料理人（エレーヌ）
- ロスト・シティZ 失われた黄金都市（ニーナ・フォーセット）

ジュリー・ボーウェン
- ヒュービーのハロウィーン（2020年、ヴァイオレット）
- ハロウィン・キラー!（2023年、パム・ミラー / ヒューズ）
- 飛ばし屋/プロゴルファー・ギル2（2025年、バージニア）

ジョーダナ・ブリュースター
- ワイルド・スピードシリーズ（2009年 - 、ミア・トレット）
  - ワイルド・スピード ※ザ・シネマ版
  - ワイルド・スピード MAX ※劇場公開版
  - ワイルド・スピード MEGA MAX ※劇場公開版
  - ワイルド・スピード EURO MISSION
  - ワイルド・スピード SKY MISSION
  - ワイルド・スピード/ジェットブレイク
  - ワイルド・スピード/ファイヤーブースト

- ホーム・スイート・ヘル/キレたわたしの完全犯罪（2015年、ダスティ）
- シミュラント 反乱者たち（2024年、フェイ）
- ハートアイズ（2025年、ショウ警部）

ジョウ・シュン
- 大魔術師"X"のダブル・トリック（柳蔭）
- ドラゴンゲート 空飛ぶ剣と幻の秘宝（リン・イエンチウ）
- 妖魔伝 レザレクション（シャオウェイ）

ダコタ・ファニング
- PUSH 光と闇の能力者（キャシー・ホームズ）
- リリィ、はちみつ色の秘密（リリー・オーウェンズ）
- リプリー（マージ・シャーウッド）

テイラー・シリング
- オレンジ・イズ・ニュー・ブラック（パイパー・チャップマン）
- ザ・バイト（リリー・ライトハウザー）
- タイタン（アビ・ジャンセン）

ブライス・ダラス・ハワード
- ヴィレッジ（2006年、アイヴィー・ウォーカー）※ソフト版
- ARGYLLE/アーガイル（2024年、エリー・コンウェイ）
- ジュラシック・パークシリーズ（2025年、クレア・ディアリング）
  - ジュラシック・ワールド ※ザ・シネマ版、フジテレビ版
  - ジュラシック・ワールド/炎の王国 ※ザ・シネマ版、フジテレビ版
  - ジュラシック・ワールド/新たなる支配者 ※ザ・シネマ版

- ディープ・カバー ～即興潜入捜査～（2025年、カット）

ヘイリー・アトウェル
- シンデレラ（エラの母）
- パディントン 消えた黄金郷の秘密（マディソン）
- プーと大人になった僕（イヴリン・ロビン）
- マーベル・シネマティック・ユニバース（ペギー・カーター）
  - キャプテン・アメリカ/ザ・ファースト・アベンジャー
  - アベンジャーズ
  - キャプテン・アメリカ/ウィンター・ソルジャー
  - アベンジャーズ/エイジ・オブ・ウルトロン
  - アントマン
  - エージェント・カーター
  - アベンジャーズ/エンドゲーム
  - ホワット・イフ...?
  - ドクター・ストレンジ/マルチバース・オブ・マッドネス

- ミッション:インポッシブルシリーズ（グレース）
  - ミッション:インポッシブル/デッドレコニング PART ONE
  - ミッション:インポッシブル/ファイナル・レコニング

マギー・Q
- STALKER: ストーカー犯罪特捜班（ベス・デイヴィス）
- NIKITA / ニキータ（ニキータ）
- プリースト（プリーステス）

マンディ・ムーア
- アメリカン・ドリームズ（サリー・ケンドゥー）
- サウスランド・テイルズ（マデリン・フロスト・サンタロス）
- THIS IS US/ディス・イズ・アス（レベッカ・ピアソン）

ミシェル・ウィリアムズ
- アイ・フィール・プリティ! 人生最高のハプニング（エイヴリー・ルクレア）
- オズ はじまりの戦い（グリンダ）
- マンチェスター・バイ・ザ・シー（ランディ）

リース・ウィザースプーン
- 恋人たちのパレード（2015年、マーリーナ・ローゼンブルース）
- グッド・ライ 〜いちばん優しい嘘〜（2015年、キャリー・デイヴィス）
- 幸せの始まりは（2011年、リサ・ジョーゲソン）
- 真心を込めて招待します（2025年、マーゴ・バックリー）

ローズ・バーン
- インシディアス（ルネ・ランバート）
  - インシディアス 第2章
  - インシディアス 赤い扉

- 恋する宇宙（ベス）
- ブライズメイズ 史上最悪のウェディングプラン（ヘレン・ハリス）

#### 映画
年代不明
- ノット・ア・ガール（ルーシー・ワグナー 〈ブリトニー・スピアーズ〉）※機内上映版
- ニキータ（フレア）
- フィンブルズ（ポム）
- ロックレイダー2（アニョーナ）

2001年
- ジョン・ウーの狼たちの絆（ジャッキー・ジャンジック）

2002年
- ガウディアフタヌーン（デライラ・スティーブンス）
- タイムリミットは24時間（リジー）
- 翼をください

2003年
- オースティン・パワーズ　ゴールドメンバー（ブリトニー・スピアーズ）
- キラー・バグズ（ジェシー〈エイミー・ジョー・ジョンソン〉）
- チーター・ガールズ（2003年 - 2008年、ドリンダ〈サブリナ・ブライアン〉）
  - チーター・ガールズ2
  - チーター・ガールズ3 in インド

- デアデビル（カレン・ペイジ〈エレン・ポンピオ〉）※ソフト版

2004年
- アマロ神父の罪（アメリア〈アナ・クラウディア・タランコン〉）
- サンダーボルト（スーザン〈クリスタル・バブル〉）
- ジェイソンZ（パイク〈ジュリア・ウェイケル〉）
- 至福のとき（ウー・イン〈ドン・ジエ〉）
- スキャンダル（ソオク〈イ・ソヨン〉）※ソフト版
- ダンス・レボリューション（ハニー・ダニエルズ〈ジェシカ・アルバ〉）
- ヒロイック・デュオ 英雄捜査線（ミン〈シュー・ジンレイ〉）
- ボイス（キム・サンミ）※ソフト版

2005年
- ウルフマン (2004年の映画)（ブリジット〈エミリー・パーキンス〉）
  - ウルフマン リターンズ（ブリジット〈エミリー・パーキンス〉）

- エクスタシー（ロンドン〈ジェシカ・ビール〉）
- コーラス（伯爵夫人〈キャロル・ヴェイス〉）
- ザ・シャドー 呪いのパーティ（ステラ〈ララ・ベルモント〉）
- TUBE（インギョン〈ペ・ドゥナ〉）
- ミッシング・ハイウェイ（ナターシャ・“ナット”・ウィルソン〈ミーシャ・バートン〉）
- RONIN（ナターシャ・キリロワ〈カタリナ・ヴィット〉）※テレビ朝日版
- ワイルドシングス3（マリー・クリフトン〈サラ・レイン〉）

2006年
- イントゥ・ザ・ブルー（アマンダ〈アシュレイ・スコット〉）
- ウォーク・ザ・ライン/君につづく道（ヴィヴィアン・キャッシュ〈ジニファー・グッドウィン〉）
- エアポート'05（ロッシェル〈ブライアン・デイヴィス〉）
- ダーク・ウォーター（教師助手〈ケイト・ヒューレット〉）
- ドーン・オブ・ザ・デッド（ニコール・ミラー〈リンディ・ブース〉）
- トランスポーター（ライ・クワイ〈スー・チー〉）※テレビ朝日2006年版
- ファイナル・デッドコースター（キャリー・ドレイヤー〈ジーナ・ホールデン〉）
- ヘレンとフランクと18人の子供たち（フィービー・ノース〈ダニエル・パナベイカー〉）
- ホワイト・プリンセス（ミア・トンプソン〈エイメリー〉）
- リトル・イタリーの恋（コニー〈シルヴィア・デ・サンティス〉）
- ルール6（クロエ）

2007年
- 遺体安置室 -死霊のめざめ-（リズ〈アレクサンドラ・アディ〉）
- 壊滅暴風圏/カテゴリー6（アリシア・ジョンストン）※テレビ東京版
- サンシャイン 2057（イカロス2号）
- CE4 エイリアン・アブダクション（モリー）
- 処刑・ドット・コム（エマ〈ローラ・レーガン〉）
- DEATH GATE デスゲート~11:11~（サラ）
- 鉄板英雄伝説（ルーシー〈ジェイマ・メイズ〉）
- モテる男のコロし方（ケイト・スペンサー〈ブリタニー・スノウ〉）
- ラストキス（ジェンナ〈ジャシンダ・バレット〉）

2008年
- 王妃マリー・アントワネット（マリー・アントワネット〈カリーヌ・ヴァナッス〉）
- 今日も僕は殺される（ジェニー・ウォーカー〈クリスティーナ・コール〉）
- サイコハウス（アビー・リード〈マリアナ・クラヴェーノ〉）
- その名にちなんで（マクシーン〈ジャシンダ・バレット〉）
- ディアブロ/悪魔生誕（クリスティ・セントクレア〈ローラ・ハリス〉）
- デス・トリップ（リサ）
- デンジャラス・ビューティー2（シェリル〈ヘザー・バーンズ〉）※日本テレビ版、吹替補完版
- プライスレス 素敵な恋の見つけ方（イレーヌ〈オドレイ・トトゥ〉）
- マリア（マリア〈ケイシャ・キャッスル＝ヒューズ〉）
- ONCE ダブリンの街角で（女〈マルケタ・イルグロヴァ〉）
- ワン・ミス・コール（テイラー・アンソニー〈アナ・クラウディア・タランコン〉）

2009年
- アンダーワールド（エリカ〈ソフィア・マイルズ〉）
- 死んでもハッピーエンド（イェ・ジウォン）
- そんな彼なら捨てちゃえば?（ジジ・フィリップス〈ジニファー・グッドウィン〉）
- トルネード 地球崩壊のサイン（ティエ）※テレビ朝日版
- プロテージ 偽りの絆（フェン）
- ローグ アサシン（キラ〈デヴォン青木〉）
- ロードキラー マッドチェイス（メリッサ〈ニッキー・エイコックス〉）

2010年
- アドベンチャーランドへようこそ（エム〈クリステン・スチュワート〉）
- きみがぼくを見つけた日（クレア〈レイチェル・マクアダムス〉）
- キャビン・フィーバー2（キャシー〈アレクシス・ワッサー〉）
- ゲーム・プラン（サラ・ケリー〈キャサリン・フィオーレ〉）
- (500)日のサマー（オータム〈ミンカ・ケリー〉）
- 斬撃 -ZANGEKI-（ドロシー〈ジェナ・ハリソン〉）

2011年
- アトランティスのこころ（モリー）
- THE MYTH/神話（マギー〈マギー・ラウ〉）
- シャッター ラビリンス（ラウラ〈ベア・セグラ〉）
- スカイライン -征服-（エレイン〈スコッティ・トンプソン〉）
  - スカイライン -逆襲-（ローズ〈リンゼイ・モーガン〉）

- スパルタンX（シルビア〈ローラ・フォルネル〉）※BD版
- チェイサー（ウンシル刑事〈パク・ヒョジュ〉）
- バレンタインデー（ジュリア・フィッツパトリック〈ジェニファー・ガーナー〉）
- ブルーオアシスII 3D（ナレーション〈ケイト・ウィンスレット〉）
- ブラック・スワン（ベス・マッキンタイア〈ウィノナ・ライダー〉）
- ぼくのエリ 200歳の少女（オスカー〈カーレ・ヘーデブラント〉）

2012年
- アメリカを売った男（ジュリアナ・オニール〈カロリン・タヴァーナス〉）
- AVP2 エイリアンズVS.プレデター（ジェシー〈クリステン・ヘイガー〉）
- ザ・マペッツ（ヴェロニカ〈ラシダ・ジョーンズ〉）
- サンダーアーム/龍兄虎弟（メイ〈ローラ・フォルネル〉）※BD版
- スノーホワイト
- スパイ・アサシン（カトリーヌ〈イザベラ・マイコ〉）

2013年
- シャドー・ダンサー（コレット〈アンドレア・ライズボロー〉）
- J・エドガー（ヘレン・ギャンディ〈ナオミ・ワッツ〉）
- ナタリー（ナタリー〈オドレイ・トトゥ〉）
- ライジング・ドラゴン（ココ〈ヤオ・シントン〉）

2014年
- シークレット・パーティー（ミア〈アデレイド・クレメンス〉）
- her/世界でひとつの彼女（エイミー〈エイミー・アダムス〉）
- BULLY ブリー（ヘザー・スワラー〈ケリ・ガーナー〉）

2015年
- 悪魔の毒々バーガー（エイミー〈マギー・キャッスル〉）
- スサミ・ストリート全員集合 〜または“パペット・フィクション”ともいう〜（グレーテル）
- ステップ・アップ5:アルティメット（アンディ〈ブリアナ・エヴィガン〉）
- 007シリーズ（マドレーヌ・スワン〈レア・セドゥ〉）
  - 007 スペクター
  - 007/ノー・タイム・トゥ・ダイ

- ランダム 存在の確率（エム〈エミリー・フォクスラー〉）
- リベンジ・トラップ/美しすぎる罠（ミランダ・ウェルズ〈ロザムンド・パイク〉）
- ロイヤル・セブンティーン（クラリッサ・ペイン〈クリスティーナ・コール〉）

2016年
- 鮮血ピエロの惨劇（ベス〈アレクサンドラ・ライドン〉）
- ダイ・ハードシリーズ（ルーシー・マクレーン〈メアリー・エリザベス・ウィンステッド〉）
  - ダイ・ハード4.0
  - ダイ・ハード/ラスト・デイ

- ヒトラー暗殺、13分の誤算（エルザ〈カタリーナ・シュトラー〉）

2017年
- アップルとわたしのカラフルな世界（キャロライン〈エイミー・スマート〉）
- 栄光のランナー/1936ベルリン（レニ・リーフェンシュタール〈カリス・ファン・ハウテン〉）
- シンクロニシティ（アビー〈ブリアンヌ・デイヴィス〉）
- パッセンジャー（アヴァロンの声）

2018年
- オーシャンズ8（タミー〈サラ・ポールソン〉）
- ドクター・エクソシスト（リンジー〈カリス・ファン・ハウテン〉）
- リヴォルト（ナディア〈ベレニス・マーロウ〉）

2019年
- 恋の予感?! -ホテルリノベ奮闘記-（ガブリエラ〈クリスティーナ・ミリアン〉）
- サムワン・グレート -輝く人に-（ブレア・ヘルムズ〈ブリタニー・スノウ〉）
- ホリデイ・イン・ザ・ワイルド（ケイト・コンラッド〈クリスティン・デイヴィス〉）
- ミスター・ガラス（エリー・ステイプル医師〈サラ・ポールソン〉）
- ボリショイ・バレエ〜2人のスワン〜（ユリア〈マルガリータ・シモノバ〉）

2020年
- イエスタデイ（エリー・アップルトン〈リリー・ジェームズ〉）
- キングスマン:ファースト・エージェント（ポリー・ワトキンズ〈ジェマ・アータートン〉）
- ゲーテの恋 〜君に捧ぐ「若きウェルテルの悩み」〜（シャルロッテ・ブッフ〈ミリアム・シュタイン〉）
- シークレット・ソサエティ 〜王家第二子 秘密結社〜（キャサリン〈エロディ・ユン〉）
- 女王トミュリス 史上最強の戦士（トミュリス〈アルミラ・ターシン〉）
- ハワード -ディズニー音楽に込めた物語-（ジョディ・ベンソン）
- フェアリー・ゴッドマザー（マッケンジー〈アイラ・フィッシャー〉）
- ブライトバーン/恐怖の拡散者（トリ・ブライア〈エリザベス・バンクス〉）

2021年
- 悪魔のビンゴカード（ラケル〈ケリー・マータフ〉）
- 家なき子 希望の歌声（バルブラン夫人〈リュディヴィーヌ・サニエ〉）
- ディープ・コンタクト（アリアン〈アリシア・サンズ〉）
- トゥモロー・ウォー（ミューリ〈イヴォンヌ・ストラホフスキー〉）
- 悩める失恋の処方箋（エリカ・ウィルソン〈クリスティーナ・ミリアン〉）

2022年
- インフィニット・ストーム（パム〈ナオミ・ワッツ〉）
- クライモリ（フランシーヌ〈リンディ・ブース〉）
- モラルセンス 〜君はご主人様〜（ヘミ〈イエル〉）
- 呪詛（新東病院医師）
- ナイブズ・アウト: グラス・オニオン（バーディ〈ケイト・ハドソン〉）

2023年
- グランツーリスモ（レスリー・マーデンボロー〈ジェリ・ハリウェル〉）
- CHASE/チェイス 猛追（リサ・スパン〈ジェイミー・アレクサンダー〉）
- ドント・ウォーリー・ダーリン（バニー〈オリヴィア・ワイルド〉）
- ウルフハンター 赤ずきん（マリー〈エカテリーナ・クリモヴァ〉）

2024年
- いつか笑いあえるなら（ステラ〈ヨセフィーヌ・ボルネブーシェ〉）
- クロス・ミッション（チャン・ヒジュ〈チョン・ヘジン〉）
- ディア・グランパ 幸せを拾った日（ローラ・ジャコーニ〈ヴェラ・ファーミガ〉）
- マイ・スパイ2 永遠の都へ行く（ナンシー〈アンナ・ファリス〉）

2025年
- バック・トゥ・ザ・フューチャー（ステラ・ベインズ〈フランシス・リー・マッケイン〉）※日本テレビ版
- ラ・ドルチェ・ヴィッラ（フランチェスカ〈ヴィオランテ・プラシド〉）
- ヴェンジェンス/復讐（エロイーズ〈イッサ・レイ〉）

#### ドラマ
2005年
- PING PONG（リン・ハン）

2006年
- CSI:ニューヨーク
  - シーズン1 #20（ジョーダン・ベンソン）
  - シーズン2 - 9（リンジー・モンロー〈アンナ・ベルナップ〉）

- スーパーナチュラル シーズン1 #1（ジェシカ）
- デッド・ゾーン（デーナ・ブライト〈クリステン・ダルトン〉、JJ・バナーマン〈コナー・プライス〉）
- ドーソンズ・クリーク（オードリー・リデル〈ビジー・フィリップス〉）

2007年
- エア・シティ（イム・イェウォン〈パク・ヒョジュ〉）
- グレイズ・アナトミー 恋の解剖学（レクシー・グレイ〈カイラー・リー〉）
- ザ・プラクティス ボストン弁護士ファイル（ルーシー・ハッチャー〈マーラ・ソコロフ〉）
- ワン・トゥリー・ヒル（ペイトン・ソーヤー〈ヒラリー・バートン〉）

2009年
- スタジオDC:オールスター・ライブ（キーリー・ウィリアムズ）
- スポットライト（チェ・ミョンウン〈チョ・ユニ〉）
- 第一容疑者 希望のかけら（ウッド巡査〈ローラ・ドッディントン〉）
- BONES -骨は語る- シーズン5 #13（パドメ）

2010年
- NCIS:LA 〜極秘潜入捜査班（ジョエル・テイラー〈エリザベス・ボーガッシュ〉）
- ミディアム5 霊能者アリソン・デュボア（ヴィクトリア）
- ヤング・スーパーマン（ロイス・レイン〈エリカ・デュランス〉）
- レバレッジ 〜詐欺師たちの流儀（ケイ・リン）

2012年
- オレのことスキでしょ。（チョン・ユンス〈ソ・イヒョン〉）
- クリミナル・マインド FBI行動分析課（ジェニファー・ジャロウ〈A・J・クック〉）
- 三国志 Three Kingdoms（小喬）
- 新チャーリーズ・エンジェル（サマンサ・マスターズ〈エリカ・デュランス〉）
- パワーレンジャー・ミスティックフォース（サーベンティーナ）
- ヴァンパイア・ダイアリーズ シーズン4 #8（シャーロット〈マデリーン・ジーマ〉）
- プライベート・プラクティス5（レクシー・グレイ〈カイラー・リー〉）
- 私に嘘をついてみて（コン・アジョン〈ユン・ウネ〉）

2013年
- ゲーム・オブ・スローンズ（タリサ・マイギア〈ウーナ・チャップリン〉）
- 清潭洞アリス（ソ・ユンジュ〈ソ・イヒョン〉）
- 二人の王女（安公主/太平公主〈アリッサ・チア〉）

2014年
- 謀りの後宮（太平公主〈クリスティ・ヨン〉）

2015年
- 超音速攻撃ヘリ エアーウルフ シーズン1 #1（ガブリエル・アデマール捜査官〈ベリンダ・バウアー〉）※コンプリートブルーレイBOX追加収録部分
- ノーリミット（ジュリエット〈アンヌ・ジルアール〉）
- HAWAII FIVE-0 シーズン1 #16（ジュリー〈マリアナ・クラヴェーノ〉）
- ホワイトカラー（ケイト・モロー〈アレクサンドラ・ダダリオ〉）
- マイノリティ・リポート（アガサ〈ローラ・レーガン〉）

2016年
- ストレンジャー・シングス 未知の世界（2016年 - 、ジョイス・バイヤーズ〈ウィノナ・ライダー〉）
- 戦争と平和（ソーニャ・ロストワ〈アシュリング・ロフタス〉）

2017年
- アンという名の少女（ミュリエル・ステイシー〈ジョアンナ・ダグラス〉）
- SHERLOCK（シャーロック）（ユーラス・ホームズ〈シャーン・ブルック〉 他）

2018年
- NCIS: ニューオーリンズ シーズン4 #12（エイドリアン・コーエン）
- ハンドメイズ・テイル/侍女の物語（セリーナ・ジョイ・ウォーターフォード〈イヴォンヌ・ストラホフスキー〉）

2019年
- アガサ・クリスティー 検察側の証人（ロメイン・ハイルガー〈アンドレア・ライズバラ〉）
- 薔薇の名前（アナ〈グレタ・スカラーノ〉）
- GONE/ゴーン（キット・“キック”・ラニガン〈レヴェン・ランビン〉）

2020年
- コールドケース6（ローラ・マキニー）
- サバヨミ大作戦!（2020年 - 2022年、ライザ・ミラー〈サットン・フォスター〉）
- TWO WEEKS（パク・ジェギョン〈キム・ソヨン〉）
- トワイライトゾーン2 #10 「エッグ」 （ジャネット・ウォーレン〈グレッチェン・モル〉）
- ビッグショット!（シェリリン校長〈イヴェット・ニコル・ブラウン〉）
- 9月の朝 〜カサンドラの物語〜（レイジ〈カリーヌ・テレス〉）
- 真夜中のミサ（ライリー・フリン〈ザック・ギルフォード〉）

2022年
- アストリッドとラファエル 文書係の事件録 シーズン2
- アダマス 失われたダイヤ（ウン・ヘス〈ソ・ジヘ〉）
- ウェンズデー（キンボット〈リキ・リンドホーム〉）
- ホット・ゾーン（メリンダ・ダンポート〈グレイス・ガマー〉）
- CSI: ベガス（ノーラ・クロス〈カット・フォスター〉）
- 私たちの青い夏（スザンナ〈レイチェル・ブランチャード〉）
- オールウェイズ・ミー（ウェンディ〈アドリアナ・ロメロ〉）
- 還魂（キム・ドジュ〈オ・ナラ〉）
- イル・ナターレ: クリスマスなんて大嫌い（ティティ〈ベアトリーチェ・アルネラ〉）
- LAW & ORDER:性犯罪特捜班 シーズン21（サマンサ・マルーン検事補）

2023年
- グッド・オーメンズ シーズン2 #5,6（チェン）
- キャット 〜私のママは首相〜（イザベル〈クレア・フィアロン〉）
- 黒い森 殺人事件（カミーユ〈エレーヌ・ドゥ・フジュロール〉）

2024年
- KAOS/カオス（アリアドネ〈レイラ・ファーザド〉）
- 青春ウォルダム 呪われた王宮（王妃 〈ホン・スヒョン〉）
- デカメロン（フィロメーナ〈ジェシカ・プラマー〉）
- ヘルプ・ミー・トッド（ベロニカ）
- FBI: 特別捜査班 シーズン5 #5（ライザ）
- FBI: インターナショナル #21（アストリッド・ヤンセン）
- ヴァージンリバー シーズン6 #6（マンディ）

2025年
- トラウマコード（カン・ミョンヒ〈キム・ソニョン〉）
- 英国スキャンダル 〜王室を揺るがしたインタビュー（エミリー・メイトリス〈ルース・ウィルソン〉）
- サーフェス〜ねじれた記憶〜 シーズン2（オリヴィア〈ジョエリー・リチャードソン〉）
- ツイステッド・メタル（ミランダ・ワッツ〈ジェイミー・レイ・ニューマン〉）
- ランニング・ポイント（アイラ〈ケイト・ハドソン〉）
- ハイパーナイフ 闇の天才外科医（ラ女史〈カン・ジウ〉）
- ブラック・ミラー シーズン7 #1（アマンダ〈ラシダ・ジョーンズ〉）
- フレンズ&ネイバーズ（メル・クープ〈アマンダ・ピート〉）
- サッカーペアレンツ（アルレット〈マリアナ・アパリシオ〉）

#### 人形劇
- ネビュラ75（ステラ・ソルスティス大尉[201]）

#### アニメ
- アークエ・ファミリー（イエンズ、シロ 他）
- 悪魔城ドラキュラ -キャッスルヴァニア-（カーミラ）
- アメリカン・ドラゴン（トリキシー）
- A・LI・CE
- アングリーバード（マチルダ）
  - アングリーバード2[202]
- アントブリー（ティファニー）
- ウィッチャー 狼の悪夢（テトラ）
- WALL・E/ウォーリー（イヴ）
- エリアス ちいさなレスキューせん（ガンパウダー）
- オープン・シーズンシリーズ
  - オープン・シーズン（ジゼル）
  - オープン・シーズン2 ペット vs 野生のどうぶつたち（ジゼル）
  - オープン・シーズン3 森の仲間とゆかいなサーカス（ジゼル）
  - オープン・シーズン4 おおかみ男とひみつの森（ジゼル）
- おさるのジョージ
- おとぎのもりのゴールディとベア（ベア）
- カーズ/クロスロード（ナタリー・サートゥン）
- カブラーム!（サンダーガール）
- 西遊記 ヒーロー・イズ・バック（混沌に仕える女妖怪[203]）
- ジェネレーター・レックス
- ジャングル・ジョージ ザ・シリーズ（アースラ）
- SUPERNATURAL: THE ANIMATION（ジェシカ・ムーア）
- スクルージ:クリスマス・キャロル（過去の精霊）
- スター・ウォーズ レジスタンス（ヴェニーサ）
- ソーセージ・パーティー（ブレンダ）
  - ソーセージ・パーティー 〜理想郷 フードトピア〜
- ちいさなプリンセス ソフィア（プリンセス・アイビー）
- ティンカー・ベルシリーズ（イリデッサ）
  - ティンカー・ベルと月の石
  - ティンカー・ベルと妖精の家
  - ピクシー・ホロウ・ゲームズ 妖精たちの祭典
  - ティンカー・ベルと輝く羽の秘密
  - ティンカー・ベルとネバーランドの海賊船
  - ティンカー・ベルと流れ星の伝説
- ハッピー フィート（グローリア）
- パワーパフガールズ（モーコ、ロビン）
  - パワーパフガールズ・ムービー（レポーター）
- 星つなぎのエリオ（ディプロシップ[204]）
- マダガスカル3（ジア[205]）
- みんなヒーロー! 〜ヒグリータウンのなかまたち〜（キップ）
- モンスター・ビーチにようこそ（ディーン）
- 雪の女王 ゲルダの伝説（雪の女王）
- ラブ、デス&ロボット #11『救いの手』（アレックス）
- ラプンツェル ザ・シリーズ（カサンドラ[206]）
  - ラプンツェル あたらしい冒険（カサンドラ）

### ラジオ
※はインターネット配信
- TOKYO→NIIGATA MUSIC CONVOY（2006年12月、FM PORT）
- 501st JFW.OA〜第五〇一統合戦闘航空団公式放送〜（2011年7月8日 - 2016年3月25日、音泉※・HiBiKi Radio Station※）

### 舞台
1990年代
- こんな宿屋（艶）
- ぽちっとなプロデュース 魔法少女バイオレットグリーン（1998年、槙原まみこ）
- 花の元禄酔虎伝（1999年、蘭乱々）
- WANDELUNG Vol.1.4 ヤカン 〜あなたは誰と過ごしますか?〜（1999年、女刑事）
- BACK STAGE 4 楽屋（1999年、女優B）

2000年代
- WANDELUNG Vol.2 クスリ+ 〜ケンコウを取り戻せ!〜（2000年、姉）
- Soorasia M（2002年、美月、エリザベート）
- WANDELUNG Vol.5.1 ホーム!（2004年、アンドウマコト）
- WANDELUNG Vol.6.0 ヒミツキッチン☆（2004年、アブラヤノリコ）
- WANDELUNG Vol.6.945 オハコ△▽ロック♪（2005年、女）
- WANDELUNG Vol.7.77 シーチキンパラダイス◎（2005年、穴水茉莉子）
- サクラ大戦 ディナーショウ2005 新次郎のクリスマス IN TOKYO（2005年、九条昴）
- サクラ大戦 紐育レビュウショウ〜歌う♪大紐育♪〜（2006年、九条昴）
- サクラ大戦 紐育レビュウショウ〜歌う♪大紐育♪2〜（2007年、九条昴）
- サクラ大戦 紐育レビュウショウ〜歌う♪大紐育♪3〜ラストショウ（2008年、九条昴）

2010年代
- サクラ大戦 紐育星組ライブ2011〜星を継ぐもの〜（2011年、九条昴）
- サクラ大戦　紐育星組ライブ2012 〜誰かを忘れない世界で〜（2012年、九条昴）
- サクラ大戦　紐育星組ショウ2013 〜ワイルド・ウエスト・希望〜（2013年、九条昴）
- 東京ジャンケン 第3回公演 「コミック・ポテンシャル」（2014年)
- サクラ大戦　紐育星組ショウ2014 〜お楽しみはこれからだ〜（2014年、九条昴）
- 魔法つかいプリキュア!ミュージカルショー（2016年、カレンチール：声の出演）
- 空の彼方の、ちいさなヒカリ（2017年、ヨランド 他）
- ことだま屋本舗EXステージvol.6『アウターゾーン リ：ビジテッド』（2018年、ミザリィ）
- ことだま屋本舗EXステージvol.7「ことだま屋×Z4」『アウターゾーン リ：ビジテッド』（2019年、ミザリィ）
- ことだま屋本舗EXステージvol.10『サマーヒーロー』（2019年、鬼塚希林子）
- 真説LinKage〜凜国異聞（2019年、白蓮〈碧の陣〉）

### イベント
- サクラ大戦 武道館ライブ 〜帝都・巴里・紐育〜（2007年、九条昴[220]）
- サクラ大戦巴里花組ライブ2009〜燃え上がれ自由の翼〜（2009年、九条昴）
- サクラ大戦　巴里花組＆紐育星組ライブ2010 〜可憐な花々 煌めく星々〜（2010年、九条昴[221]）
- サクラ大戦 武道館ライブ2 〜帝都・巴里・紐育〜（2011年、九条昴[222]）

### テレビドラマ
- 腕におぼえあり（1992年）
- 明日はだいじょうぶ（1996年）
- ナースのお仕事（1996年）
- 動物のお医者さん（2003年、声の出演：スナネズミ 他）

### 映像商品
- ストライクウィッチーズ みんながいるからできること! bis（2010年）

### パチンコ・パチスロ
- CRセクシーフォール（レイラ・ヴォルコヴァ）
- ロックマン アビリティ 史上最大の試練（2018年、ライト博士）

### その他コンテンツ
- ローカル路線バス乗り継ぎの旅（テレビ東京） - 前・後編版（地方局向け）ナレーター
- 松屋の店内放送「おいしさ丸見えチャンネル」、松屋エンタメセレクション、券売機案内音声
- バスキン・ロビンス サーティワンアイスクリームの店内放送
- ファッションセンターしまむらの店内放送
- YouTube動画「アルストロメリアの花束を。」（2011年）C4のTOKIとGLAYのTAKUROが中心となった児童福祉施設支援のドキュメンタリー動画
- 『ブチまけろ！炎の魂 －長渕炎陣－』BSフジ[223] - ナレーター（ソノザキミエ名義）
- 世界の衝撃ストーリー（テレビ東京） - 声の出演
- 世界が騒然!本当にあった㊙ミステリー（テレビ東京） - 声の出演
- 宝鐘マリン制作ゲーム『The Second World 〜世界のつくりかた〜』ティザームービー（2023年、グアット）[224]
- 時空鉄道 〜あの頃に途中下車〜（NHK） - ナレーター[225][226]
- クラシック倶楽部 偉大な芸術家の思い出―若き俊英たちによる三重奏―（NHK BS、2024年11月22日放送）- ナレーター[227]

## ディスコグラフィ

### ミニアルバム
|     | 発売日         | タイトル  | 規格品番  |
| --- | -------------- | --------- | --------- |
| 1st | 2006年3月10日  | Sphere    | GNCA-7037 |
| 2nd | 2006年12月27日 | Tales     | GNCA-7038 |
| 3rd | 2007年7月7日   | Lucky☆777 | GNCA-7082 |
| 4th | 2007年9月26日  | chocolat  | GNCA-7111 |

### オリジナルアルバム
|     | 発売日         | タイトル         | 規格品番  |
| --- | -------------- | ---------------- | --------- |
| 1st | 2010年12月29日 | NIGHT NOISE NOTE | WMBM-0005 |

### ベストアルバム
|     | 発売日        | タイトル         | 規格品番   |
| --- | ------------- | ---------------- | ---------- |
| 1st | 2016年12月7日 | WAVES collection | WWCE-31384 |

### タイアップ曲
| 楽曲            | タイアップ                                                  | 時期   |
| --------------- | ----------------------------------------------------------- | ------ |
| 幸せの花束      | OVA『ビ・ヨンド』エンディングテーマ                         | 1998年 |
| VOICES          | OVA『YU-NO』第1話・第2話エンディングテーマ                  | 1998年 |
| FACES           | OVA『YU-NO』第3話・第4話エンディングテーマ                  | 1999年 |
| ZENITH          | ゲーム『ミストラルージュ』テーマソング                      | 2001年 |
| Seeds of will   | ラジオドラマ『コールド・ゲヘナ』                            | 2001年 |
| 樹海            | OVA『肢体を洗う THE ANIMATION』エンディングテーマ           | 2003年 |
| スタートライン  | OVA『MASARU あしたの雪之丞2』エンディングテーマ             | 2003年 |
| 約束            | OVA『グローランサーIV』エンディングテーマ                   | 2005年 |
| Symmetric blue  | ゲーム『アパシー 鳴神学園都市伝説探偵局』エンディングテーマ | 2007年 |
| ユグドラシル    | MMORPG『ユグドラシル』 テーマ曲                             | 2011年 |
| 悠久の平和      | ゲーム『連撃のブレイブハーツ』                              | 2013年 |
| FIGHTING CLIMAX | アーケード版ゲーム『電撃文庫 FIGHTING CLIMAX』主題歌        | 2014年 |

### キャラクターソング
| 発売日   | 商品名 | 歌 | 楽曲                                                                                 | 備考                                                                                |
| 1998年   | 1998年 | 1998年 | 1998年                                                                               | 1998年                                                                              |
| -------- | --- | --- | ------------------------------------------------------------------------------------ | ----------------------------------------------------------------------------------- |
| 1月23日  | エルフ版 下級生〜Melody〜                                                                                                   | 飯島美雪（そのざきみえ） | 「DOUBLE STAR」                                                                      | OVA『エルフ版 下級生 あなただけを見つめて…』関連曲                                  |
| 2001年   | | |                                                                                      |                                                                                     |
| 7月19日  | HAPPY☆LESSON 八桜はづき「素直だけじゃ足りない」                                                                             | 八桜はづき（そのざきみえ） | 「素直だけじゃ足りない」 「Future Eyes」 「キミのツバサ」                            | 『HAPPY☆LESSON』関連曲                                                              |
| 11月22日 | HAPPY☆LESSON HARA HARA MUSIC CD                                                                                             | 八桜はづき（園崎未恵） | 「White blanket」                                                                    | 『HAPPY★LESSON』関連曲                                                              |
| 2003年   | | |                                                                                      |                                                                                     |
| 6月27日  | HAPPY★LESSON ZOKU ZOKU MUSIC CD                                                                                             | 八桜はづき（園崎未恵） | 「LOVE GOES ON」                                                                     | 『HAPPY★LESSON』関連曲                                                              |
| 2005年   | | |                                                                                      |                                                                                     |
| 7月6日   | 地上の戦士／ここはパラダイス 〜リトルリップ・シアターのテーマ〜                                                             | 紐育華撃団・星組 | 「地上の戦士」                                                                       | ゲーム『サクラ大戦V 〜さらば愛しき人よ〜』オープニングテーマ                        |
| 8月3日   | サクラ大戦V 〜さらば愛しき人よ〜 ボーカルコレクション紐育歌謡全集                                                           | 紐育華撃団・星組 | 「地上の戦士」 「Kiss me sweet」                                                     | ゲーム『サクラ大戦V 〜さらば愛しき人よ〜』関連曲                                    |
| 8月3日   | サクラ大戦V 〜さらば愛しき人よ〜 ボーカルコレクション紐育歌謡全集                                                           | 九条昴（園崎未恵） | 「輝く星座」                                                                         | ゲーム『サクラ大戦V 〜さらば愛しき人よ〜』関連曲                                    |
| 9月7日   | サクラ大戦V 〜さらば愛しき人よ〜 ミュージックコレクション紐育音楽館                                                         | 紐育華撃団・星組 | 「地上の戦士（オープングバージョン）」                                               | ゲーム『サクラ大戦V 〜さらば愛しき人よ〜』オープニングテーマ                        |
| 2006年   | | |                                                                                      |                                                                                     |
| 3月1日   | サクラ大戦 レビュウ イン リトルリップ・シアター 〜歌う♪大紐育♪サクラ大戦・全曲集 2002〜2006〜                               | ダイアナ・カプリス（松谷彼哉）、九条昴（園崎未恵） | 「愛の花（マダムバタフライより）」                                                   | ゲーム『サクラ大戦V 〜さらば愛しき人よ〜』関連曲                                    |
| 12月13日 | サクラ大戦・全曲集 2002〜2006                                                                                               | 九条昴（園崎未恵） | 「輝く星座」                                                                         | ゲーム『サクラ大戦V 〜さらば愛しき人よ〜』関連曲                                    |
| 2007年   | | |                                                                                      |                                                                                     |
| 6月27日  | サクラ大戦 Review In Little Lip Theater II                                                                                  | 九条昴（園崎未恵） | 「舞台 -- Playing」                                                                  | OVA『サクラ大戦 ニューヨーク・紐育』関連曲                                          |
| 6月27日  | サクラ大戦 Review In Little Lip Theater II                                                                                  | サジータ・ワインバーグ（皆川純子）、九条昴（園崎未恵） | ポアゾン 〜「クレオパトラ」より〜                                                    | OVA『サクラ大戦 ニューヨーク・紐育』エンディングテーマ                              |
| 2008年   | | |                                                                                      |                                                                                     |
| 8月6日   | サクラ大戦 Revue in Little Lip Theater III                                                                                  | ジェミニ・サンライズ（小林沙苗）、サジータ・ワインバーグ（皆川純子）、リカリッタ・アリエス（齋藤彩夏）、ダイアナ・カプリス（松谷彼哉）、九条昴（園崎未恵） | 「シンフォニー ウイズ フレンド」                                                     | ゲーム『サクラ大戦V 〜さらば愛しき人よ〜』関連曲                                    |
| 8月6日   | サクラ大戦 Revue in Little Lip Theater III                                                                                  | 九条昴（園崎未恵）、マイケル・サニーサイド（内田直哉） | 「インディペンデンス！」                                                             | ゲーム『サクラ大戦V 〜さらば愛しき人よ〜』関連曲                                    |
| 8月6日   | サクラ大戦 Revue in Little Lip Theater III                                                                                  | ジェミニ・サンライズ（小林沙苗）、サジータ・ワインバーグ（皆川純子）、リカリッタ・アリエス（齋藤彩夏）、ダイアナ・カプリス（松谷彼哉）、九条昴（園崎未恵）、大河新次郎（菅沼久義） | 「5つのレシピ」                                                                      | ゲーム『サクラ大戦V 〜さらば愛しき人よ〜』関連曲                                    |
| 10月8日  | ストライクウィッチーズ エンディング・テーマ コンプリート・コレクション                                                      | 宮藤芳佳（福圓美里）、ゲルトルート・バルクホルン（園崎未恵） | 「ブックマーク ア・ヘッド Type-3」                                                   | テレビアニメ『ストライクウィッチーズ』エンディングテーマ                            |
| 10月8日  | ストライクウィッチーズ エンディング・テーマ コンプリート・コレクション                                                      | 宮藤芳佳（福圓美里）、坂本美緒（千葉紗子）、リネット・ビショップ（名塚佳織）、ペリーヌ・クロステルマン（沢城みゆき）、ミーナ・ディートリンデ・ヴィルケ（田中理恵）、ゲルトルート・バルクホルン（園崎未恵）、エーリカ・ハルトマン（野川さくら）、フランチェスカ・ルッキーニ（斎藤千和）、シャーロット・E・イェーガー（小清水亜美）、サーニャ・V・リトヴャク（門脇舞以）、エイラ・イルマタル・ユーティライネン（仲井絵里香） | 「ブックマーク ア・ヘッド Type-11」                                                  | テレビアニメ『ストライクウィッチーズ』エンディングテーマ                            |
| 2009年   | | |                                                                                      |                                                                                     |
| 4月1日   | ストライクウィッチーズ 秘め歌コレクション3 ミーナ・ディートリンデ・ヴィルケ&エーリカ・ハルトマン&ゲルトルート・バルクホルン | ゲルトルート・バルクホルン（園崎未恵） | 「Film 〜続編のヒロイン〜」 「ブックマーク ア・ヘッド」                              | テレビアニメ『ストライクウィッチーズ』関連曲                                        |
| 4月1日   | ストライクウィッチーズ 秘め歌コレクション3 ミーナ・ディートリンデ・ヴィルケ&エーリカ・ハルトマン&ゲルトルート・バルクホルン | エーリカ・ハルトマン（野川さくら）、ゲルトルート・バルクホルン（園崎未恵）、ミーナ・ディートリンデ・ヴィルケ（田中理恵） | 「ダンケシェン・ウィッチーズ」 「勝利せよ！ウィッチーズ」                            | テレビアニメ『ストライクウィッチーズ』関連曲                                        |
| 10月21日 | BLEACH BREATHLESS COLLECTION 02：朽木ルキア with 袖白雪                                                                     | 朽木ルキア（折笠富美子） wiith 袖白雪（園崎未恵） | 「Whiteout」                                                                         | テレビアニメ『BLEACH』関連曲                                                        |
| 2010年   | | |                                                                                      |                                                                                     |
| 10月20日 | Over Sky | ゲルトルート・バルクホルン（園崎未恵）、シャーロット・E・イェーガー（小清水亜美） | 「Over Sky Type-4」                                                                  | テレビアニメ『ストライクウィッチーズ2』エンディングテーマ                           |
| 10月20日 | Over Sky | ミーナ・ディートリンデ・ヴィルケ（田中理恵）、エーリカ・ハルトマン（野川さくら）、ゲルトルート・バルクホルン（園崎未恵） | 「Over Sky Type-7」                                                                  | テレビアニメ『ストライクウィッチーズ2』エンディングテーマ                           |
| 10月20日 | Over Sky | 宮藤芳佳（福圓美里）、坂本美緒（世戸さおり）、ミーナ・ディートリンデ・ヴィルケ（田中理恵）、ペリーヌ・クロステルマン（沢城みゆき）、リネット・ビショップ（名塚佳織）、エーリカ・ハルトマン（野川さくら）、ゲルトルート・バルクホルン（園崎未恵）、フランチェスカ・ルッキーニ（斎藤千和）、シャーロット・E・イェーガー（小清水亜美）、サーニャ・V・リトヴャク（門脇舞以）、エイラ・イルマタル・ユーティライネン（大橋歩夕） | 「Over Sky Type-12」                                                                 | テレビアニメ『ストライクウィッチーズ2』エンディングテーマ                           |
| 2011年   | | |                                                                                      |                                                                                     |
| 2月23日  | 愛が香るころに | 帝都花組、巴里花組、紐育星組 | 「愛が香るころに」                                                                   | ゲーム「サクラ大戦シリーズ」関連曲                                                  |
| 12月15日 | ぷよぷよ!! アニバーサリーサウンドコレクション                                                                               | りんご（今井麻美）、アルル（園崎未恵）、アミティ（菊池志穂）、ウィッチ（佐倉薫） | 「ぷよぷよのうた 3+1スペシャルバージョン」                                           | ゲーム『ぷよぷよ!! Puyopuyo 20th anniversary』関連曲                                |
| 12月21日 | サクラ大戦 Revue in Little Lip Theater IV                                                                                   | ジェミニ・サンライズ（小林沙苗）、サジータ・ワインバーグ（皆川純子）、リカリッタ・アリエス（齋藤彩夏）、ダイアナ・カプリス（松谷彼哉）、九条昴（園崎未恵） | 「Stand up for Love」                                                                | ゲーム『サクラ大戦V 〜さらば愛しき人よ〜』関連曲                                    |
| 12月21日 | サクラ大戦 Revue in Little Lip Theater IV                                                                                   | ジェミニ・サンライズ（小林沙苗）、九条昴（園崎未恵） | 「恋のetc」                                                                          | ゲーム『サクラ大戦V 〜さらば愛しき人よ〜』関連曲                                    |
| 12月21日 | サクラ大戦 Revue in Little Lip Theater IV                                                                                   | 九条昴（園崎未恵）、ラチェット・アルタイル（久野綾希子）、ソレッタ・織姫（岡本麻弥）、レニ・ミルヒシュトラーセ（伊倉一恵） | 「人は誰も…」                                                                        | ゲーム『サクラ大戦V 〜さらば愛しき人よ〜』関連曲                                    |
| 2012年   | | |                                                                                      |                                                                                     |
| 3月21日  | ストライクウィッチーズ劇場版 オリジナル・サウンドトラック                                                                   | 石田燿子、第501統合戦闘航空団with服部静夏（内田彩） | 「約束の空へ 〜私のいた場所〜」                                                      | 劇場アニメ『ストライクウィッチーズ 劇場版』主題歌                                   |
| 4月18日  | ストライクウィッチーズ劇場版 主題歌コレクション                                                                             | ゲルトルート・バルクホルン（園崎未恵） | 「約束の空へ 〜私のいた場所〜」                                                      | 劇場アニメ『ストライクウィッチーズ 劇場版』関連曲                                   |
| 2013年   | | |                                                                                      |                                                                                     |
| 1月30日  | サクラ大戦 Revue in Little Lip Theater V                                                                                    | ジェミニ・サンライズ（小林沙苗）、サジータ・ワインバーグ（皆川純子）、リカリッタ・アリエス（齋藤彩夏）、ダイアナ・カプリス（松谷彼哉）、九条昴（園崎未恵） | 「いつも心にサンシャイン」                                                           | ゲーム『サクラ大戦V 〜さらば愛しき人よ〜』関連曲                                    |
| 1月30日  | サクラ大戦 Revue in Little Lip Theater V                                                                                    | ジェミニ・サンライズ（小林沙苗）、サジータ・ワインバーグ（皆川純子）、リカリッタ・アリエス（齋藤彩夏）、ダイアナ・カプリス（松谷彼哉）、九条昴（園崎未恵） | 「君と会えて」                                                                       | ゲーム『サクラ大戦V 〜さらば愛しき人よ〜』関連曲                                    |
| 2月6日   | 楠田敏之デュエットアルバム「With You」                                                                                      | 楠田敏之 with 園崎未恵 | 「空の鏡」 「ヒミツの恋の物語」                                                      |                                                                                     |
| 3月27日  | ぷよぷよ ヴォーカルトラックス                                                                                               | アルル（園崎未恵） | 「時空を超えて久しぶり！」                                                           | ゲーム『ぷよぷよ!! Puyopuyo 20th anniversary』関連曲                                |
| 10月2日  | ストライクウィッチーズ劇場版 秘め歌コレクション3                                                                            | ゲルトルート・バルクホルン（園崎未恵） | 「願い 〜I believe〜」                                                               | 劇場アニメ『ストライクウィッチーズ 劇場版』関連曲                                   |
| 10月2日  | ストライクウィッチーズ劇場版 秘め歌コレクション3                                                                            | ミーナ・ディートリンデ・ヴィルケ（田中理恵）、エーリカ・ハルトマン（野川さくら）、ゲルトルート・バルクホルン（園崎未恵） | 「完全燃焼☆アイン！ツヴァイ！ドライ！」 「エーリカ」 「約束の空へ 〜私のいた場所〜」 | 劇場アニメ『ストライクウィッチーズ 劇場版』関連曲                                   |
| 10月2日  | ストライクウィッチーズ劇場版 秘め歌コレクション3                                                                            | ゲルトルート・バルクホルン（園崎未恵） | 「Brand New Passion」                                                                | 劇場アニメ『ストライクウィッチーズ 劇場版』関連曲                                   |
| 11月14日 | ぷよぷよ ヴォーカルトラックス Vol.2                                                                                         | クルーク（園崎未恵） | 「Nebula Step」                                                                      | ゲーム『ぷよぷよ!! Puyopuyo 20th anniversary』関連曲                                |
| 2015年   | | |                                                                                      |                                                                                     |
| 1月28日  | ストライクウィッチーズ Operation Victory Arrow vol.1 サン・トロンの雷鳴 秘め歌コレクション                                  | ミーナ・ディートリンデ・ヴィルケ（田中理恵）、エーリカ・ハルトマン（野川さくら）、ゲルトルート・バルクホルン（園崎未恵） | 「Fly Away」                                                                         | OVA『ストライクウィッチーズ Operation Victory Arrow』エンディングテーマ             |
| 1月28日  | ストライクウィッチーズ Operation Victory Arrow vol.1 サン・トロンの雷鳴 秘め歌コレクション                                  | ミーナ・ディートリンデ・ヴィルケ（田中理恵）、エーリカ・ハルトマン（野川さくら）、ゲルトルート・バルクホルン（園崎未恵） | 「もっと強く、もっと速く」                                                           | OVA『ストライクウィッチーズ Operation Victory Arrow』関連曲                         |
| 2016年   | | |                                                                                      |                                                                                     |
| 5月1日   | ストライクウィッチーズ 秘め歌コンプリートBOX STRIKE WITCHES                                                                 | 宮藤芳佳（福圓美里）、坂本美緒（世戸さおり）、リネット・ビショップ（名塚佳織）、ペリーヌ・クロステルマン（沢城みゆき）、ミーナ・ディートリンデ・ヴィルケ（田中理恵）、ゲルトルート・バルクホルン（園崎未恵）、エーリカ・ハルトマン（野川さくら）、フランチェスカ・ルッキーニ（斎藤千和）、シャーロット・E・イェーガー（小清水亜美）、サーニャ・V・リトヴャク（門脇舞以）、エイラ・イルマタル・ユーティライネン（大橋歩夕） | 「Going up」                                                                         | 『ストライクウィッチーズ』関連曲                                                    |
| 5月1日   | ストライクウィッチーズ 秘め歌コンプリートBOX STRIKE WITCHES                                                                 | ゲルトルート・バルクホルン（園崎未恵） | 「Going up」                                                                         | 『ストライクウィッチーズ』関連曲                                                    |
| 2018年   | | |                                                                                      |                                                                                     |
| 11月14日 | ラプンツェル ザ・シリーズ サウンドトラック                                                                                  | ラプンツェル（中川翔子）、カサンドラ（園崎未恵） | 「女王として」                                                                       | テレビアニメ『ラプンツェル ザ・シリーズ』挿入歌                                     |
| 12月5日  | ワールドウィッチーズシリーズ10周年記念 秘め歌コレクション特別版 Vol.2 カールスラント篇                                      | ゲルトルート・バルクホルン（園崎未恵） with エーリカ・ハルトマン（野川さくら） | 「Fly up so high」                                                                   | 『ワールドウィッチーズ』関連曲                                                      |
| 12月5日  | ワールドウィッチーズシリーズ10周年記念 秘め歌コレクション特別版 Vol.2 カールスラント篇                                      | エーリカ・ハルトマン（野川さくら） with ゲルトルート・バルクホルン（園崎未恵） | 「Fly up so high」                                                                   | 『ワールドウィッチーズ』関連曲                                                      |
| 12月5日  | ワールドウィッチーズシリーズ10周年記念 秘め歌コレクション特別版 Vol.2 カールスラント篇                                      | ゲルトルート・バルクホルン（園崎未恵）、グンドュラ・ラル（佐藤利奈）、ヴァルトルート・クルピンスキー（石田嘉代） | 「青空ジェネレーション」                                                             | 『ワールドウィッチーズ』関連曲                                                      |
| 2019年   | | |                                                                                      |                                                                                     |
| 6月26日  | ストライクウィッチーズ 501部隊発進しますっ！ エンディング・テーマ・コレクション                                             | ゲルトルート・バルクホルン（園崎未恵） | 「Treasure of life #4」                                                              | テレビアニメ『ストライクウィッチーズ 501部隊発進しますっ！』エンディングテーマ      |
| 6月26日  | ストライクウィッチーズ 501部隊発進しますっ！ エンディング・テーマ・コレクション                                             | 第501統合戦闘航空団 | 「Treasure of life #12」                                                             | テレビアニメ『ストライクウィッチーズ 501部隊発進しますっ！』エンディングテーマ      |
| 10月2日  | ストライクウィッチーズ劇場版 501部隊発進しますっ！ ミュージック・コレクション                                               | 第501統合戦闘航空団、服部静夏（内田彩） | 「Treasure of life」                                                                 | 劇場アニメ『ストライクウィッチーズ 劇場版 501部隊発進しますっ！』エンディングテーマ |
| 10月2日  | ストライクウィッチーズ劇場版 501部隊発進しますっ！ ミュージック・コレクション                                               | 第501統合戦闘航空団 | 「Fly up so high」                                                                   | 劇場アニメ『ストライクウィッチーズ 劇場版 501部隊発進しますっ！』関連曲             |
| 2020年   | | |                                                                                      |                                                                                     |
| 12月18日 | ラプンツェル ザ・シリーズ シーズン2                                                                                         | ラプンツェル（中川翔子）、ユージーン（畠中洋）、カサンドラ（園崎未恵） | 「初めての冒険」 「仲間がいれば」                                                    | テレビアニメ『ラプンツェル ザ・シリーズ』挿入歌                                     |
| 12月18日 | ラプンツェル ザ・シリーズ シーズン2                                                                                         | ラプンツェル（中川翔子）、カサンドラ（園崎未恵） | 「翼を広げて」                                                                       | テレビアニメ『ラプンツェル ザ・シリーズ』挿入歌                                     |
| 12月18日 | ラプンツェル ザ・シリーズ シーズン2                                                                                         | カサンドラ（園崎未恵） | 「人生の舞台で」                                                                     | テレビアニメ『ラプンツェル ザ・シリーズ』挿入歌                                     |
| 12月18日 | ラプンツェル ザ・シリーズ シーズン3/さらなる力                                                                              | ラプンツェル（中川翔子）、カサンドラ（園崎未恵） | 「光と影」                                                                           | テレビアニメ『ラプンツェル ザ・シリーズ』挿入歌                                     |
| 12月18日 | ラプンツェル ザ・シリーズ シーズン3/さらなる力                                                                              | カサンドラ（園崎未恵）、幼いカサンドラ（新津ちせ） | 「人生の舞台で(リプライズ)」                                                         | テレビアニメ『ラプンツェル ザ・シリーズ』挿入歌                                     |
| 12月18日 | ラプンツェル ザ・シリーズ シーズン3/さらなる力                                                                              | カサンドラ（園崎未恵）、ヴァリアン（内匠靖明） | 「全てを捨てて」                                                                     | テレビアニメ『ラプンツェル ザ・シリーズ』挿入歌                                     |
| 2021年   | | |                                                                                      |                                                                                     |
| 1月13日  | ストライクウィッチーズ 第501統合戦闘航空団歌唱集‐ゲルトルート・バルクホルン少佐‐                                            | ゲルトルート・バルクホルン（園崎未恵） | 「薄霞」 「Over Sky」                                                                | テレビアニメ『ストライクウィッチーズ ROAD to BERLIN』関連曲                         |
| 1月13日  | ストライクウィッチーズ 第501統合戦闘航空団歌唱集‐ゲルトルート・バルクホルン少佐‐                                            | ゲルトルート・バルクホルン（園崎未恵） | 「君の翼に憧れて」                                                                   | テレビアニメ『ストライクウィッチーズ ROAD to BERLIN』エンディングテーマ             |
| 3月31日  | ワールドウィッチーズ発進しますっ！ 第501統合戦闘航空団発進しますっ！                                                        | エーリカ・ハルトマン（野川さくら）、ゲルトルート・バルクホルン（園崎未恵） | 「カラフルエブリデイ」                                                               | テレビアニメ『ワールドウィッチーズ発進しますっ！』エンディングテーマ                |
| 3月31日  | ワールドウィッチーズ発進しますっ！ 第501統合戦闘航空団発進しますっ！                                                        | 第501統合戦闘航空団 | 「カラフルエブリデイ」                                                               | テレビアニメ『ワールドウィッチーズ発進しますっ！』エンディングテーマ                |

### その他参加作品
| 発売日         | 商品名                                               | 歌           | 楽曲                               | 備考                                   |
| -------------- | ---------------------------------------------------- | ------------ | ---------------------------------- | -------------------------------------- |
| 2001年8月29日  | ミストラルージュ 精霊たちの音楽祭                    | そのざきみえ | 「ZENITH」 「ZENITH（Latin Mix）」 | ゲーム『ミストラルージュ』テーマソング |
| 2008年10月13日 | テレビマンガ主題歌風 オリジナルソングコレクション    | 園崎未恵     | 「つばさなきものへ」               |                                        |
| 2009年12月23日 | といぼっくすオリジナルアルバム「Garbage Collection」 | 園崎未恵     | 「Desert Song」                    |                                        |